# Kościół Chrystusa Króla w Kołczygłowach
Kościół Chrystusa Króla – rzymskokatolicki kościół parafialny należący do parafii pod tym samym wezwaniem (dekanat Bytów diecezji pelplińskiej).

## Historia
Jest to najstarsza budowla z muru pruskiego na Kaszubach Bytowskich. Charakteryzuje się białą bryłą i czarnymi belkami zdobiącymi ściany. Kościół został wzniesiony w 1823 roku dzięki środkom rodziny Puttkamerów, z którego wywodziła się małżonka Ottona von Bismarcka - Joanna. Para wzięła tutaj ślub. 6 grudnia 2001 chór i dach świątyni zostały zniszczone przez pożar. W odbudowanym kościele zostały umieszczone marmurowe figury oraz rzeźba Chrystusa wykonana z 800-letniego drzewa oliwki rosnącego na Sycylii. Rzeźby zostały podarowane przez włoskiego artystę, który zachwycił się tym miejscem w czasie wizyty u swojego przyjaciela - Czesława Langa.